# Matthew Gray Gubler

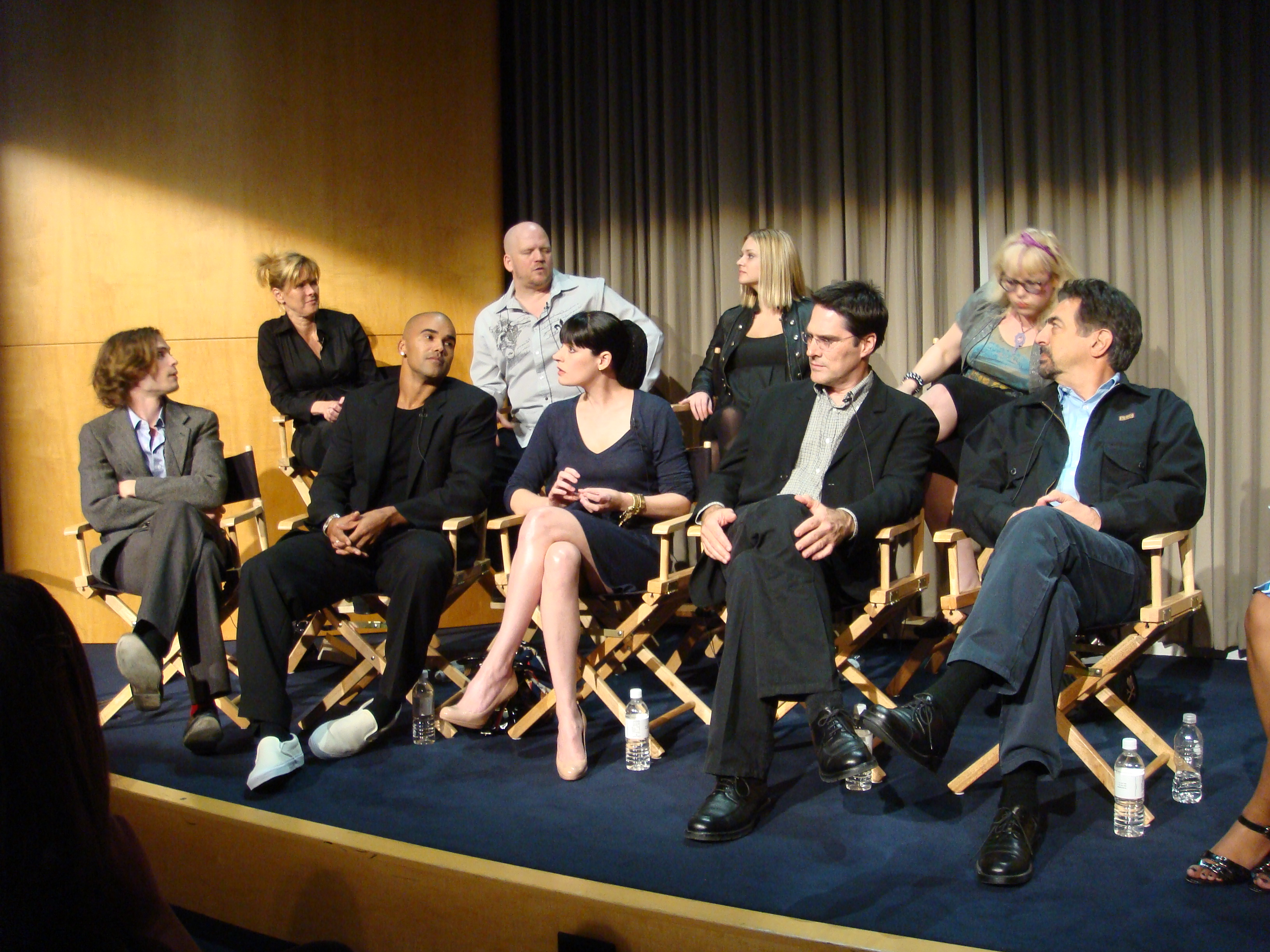
Matthew Gray Gubler, onderste rij links

Matthew Gray Gubler (Las Vegas, 9 maart 1980) is een Amerikaans acteur, regisseur, kunstenaar, schrijver, tekenaar en voormalig modemodel. Hij maakte zijn debuut in de film The Life Aquatic with Steve Zissou (2004) en is het bekendst door zijn rol als het jonge genie Dr. Spencer Reid in de CBS-televisieserie Criminal Minds. Gubler maakte verschillende films, die meestal werden gefilmd in zijn woonplaats Las Vegas en New York, voorafgaand aan zijn afstuderen aan Tisch.
Hij heeft het middelbareschooldiploma van het Las Vegas Academie voor Internationale Studies, podiumkunsten en visuele kunsten, waar hij afstudeerde in acteren, omdat zijn eerste liefde, filmen, op de school niet werd onderwezen. Hij is afgestudeerd aan de universiteit van New York bij de Tisch School of Arts, waar hij filmregie studeerde.
Gublers ouders zijn beiden eveneens geboren in Las Vegas. Zijn moeder, Marilyn Gubler, was de eerste vrouw die het ambt vervulde van voorzitter van de Republikeinse Partij in de staat Nevada. Zijn grootvader Maxwell Kelch was de eerste president van de Kamer van Koophandel van Las Vegas en richtte het eerste radiostation van Las Vegas (KENO) op. Gublers zus Laura Dahl is een modeontwerpster die in New York is gevestigd.
Wes Anderson moedigde hem aan om auditie te doen voor een rol in zijn film The Life Aquatic with Steve Zissou. Gubler deed dat, en kreeg de rol van de Intern # 1, op dit moment was hij ook intern van Wes Anderson zelf. Dit leidde tot zijn rol als Dr. Spencer Reid in Criminal Minds. Hij had een kleine rol in 2006 in de film RV als de beruchte Joe Joe.
Tijdens het maken van The Life Aquatic with Steve Zissou, maakte Gubler de documentaire, Matthew Gray Gubler's Life Aquatic Intern Journal, een kijkje achter de schermen bij het maken van de film, die later werd opgenomen in sommige dvd-releases. Gubler regisseerde en speelde in een reeks van zelfspot-documentaires genaamd Matthew Gray Gubler: The Unauthorized Documentary waarin hij parodieën maakt op het Hollywood-gedrag, die ook werden gefilmd op de set van Criminal Minds.

## Filmografie
- 2004 The Life Aquatic with Steve Zissou - Intern # 1 (Nico)
- 2005 - 2020 - Criminal Minds - als Dr. Spencer Reid
- 2006 RV - als Joe Joe
- 2007 Alvin and the Chipmunks - als Simon Sevilla - stem
- 2008 The Great Buck Howard - als Russell, Howards nieuwe road manager
- 2008 How to Be a Serial Killer - als Bart
- 2009 (500) Days of Summer - als Paul
- 2009 Pornstar - als Ziggy
- 2009 Alvin and the Chipmunks: The Squeakquel - als Simon Sevilla - stem
- 2011 Alvin and the Chipmunks: Chipwrecked - als Simon Sevilla - stem
- 2014 Batman: Assault on Arkham - als Edward Nygma/The Riddler - stem
- 2015 Band of Robbers - als Joe Harper
- 2015 Alvin and the Chipmunks: The Road Chip - als Simon Sevilla - stem
- 2017 68 Kill - als Chip

## Regie
- 2001 - Dead or Retarded
- 2005 - Claude: A Symphony of Horror
- 2005 - The Cactus That Looked Just Like a Man - Ook schrijver, cameraman, producent en editor
- 2005 - Matthew Gray Gubler's Life Aquatic Intern Journal - Ook schrijver, cameraman, producent en editor
- 2006 - muziekvideo Reagan van Whirlwind Heat
- 2006 - Matthew Gray Gubler: The Unauthorized Documentary Episode 1 t/m 5
- 2006 - Matthew Gray Gubler: The Authorized Documentary Episode 1
- 2007 - muziekvideo Don't Shoot Me Santa van The Killers
- 2010 - Criminal Minds S05E16 - Mosley Lane
- 2011 - Criminal Minds S06E18 - Lauren
- 2011 - muziekvideo First Love Never Die van Soko
- 2012 - Criminal Minds S07E19 - Heathridge Manor
- 2012 - Criminal Minds S08E10 - The Lesson
- 2013 - Criminal Minds S08E20 - Alchemy
- 2013 - Criminal Minds S09E07 - Gatekeeper
- 2014 - Criminal Minds S09E20 - Blood Relations
- 2015 - muziekvideo Dirt Sledding van The Killers
- 2015 - Criminal Minds S10E21 - Mr. Scratch
- 2016 - Criminal Minds S11E18 - A Beautiful Disaster
- 2016 - Criminal Minds S12E06 - Elliott's Pont
- 2018 - Criminal Minds S13E17 - The Capilano's